# Alekszandr Nyikolajevics Malcev
Alekszandr Nyikolajevics Malcev (oroszul: Александр Николаевич Мальцев; (Kirovo-Csepeck, 1949. április 20. –) kétszeres olimpiai bajnok szovjet-orosz jégkorongozó, edző.

## Pályafutása
Pályafutása során a HK Dinamo Moszkva színeiben 329 gólt ütött 529 mérkőzésen. A szovjet válogatottal kilencszer lett világbajnok és kétszer (1972, 1976) olimpiai bajnok.
1970-ben, 1972-ben és 1981-ben a világ és Európa legjobb csatárának választották. Három alkalommal (1970, 1971, 1978) választották be a szimbolikus világválogatottba mint a legjobb jobbszélsőt, illetve két alkalommal (1972, 1981) mint a legjobb centert.
Mindezek ellenére egyszer sem volt szovjet bajnok a Dinamóval. 1984-ben befejezte karrierjét, majd 1989-ben visszatért a jégre és Magyarországon az Újpesti Dózsa csapatában játszott egy évet.

## Sportvezetőként
A 2010–2011-es szezon előtt az OHK Dinamo elnöki tanácsadója lett.